# ピーター・セラーズ (演出家)

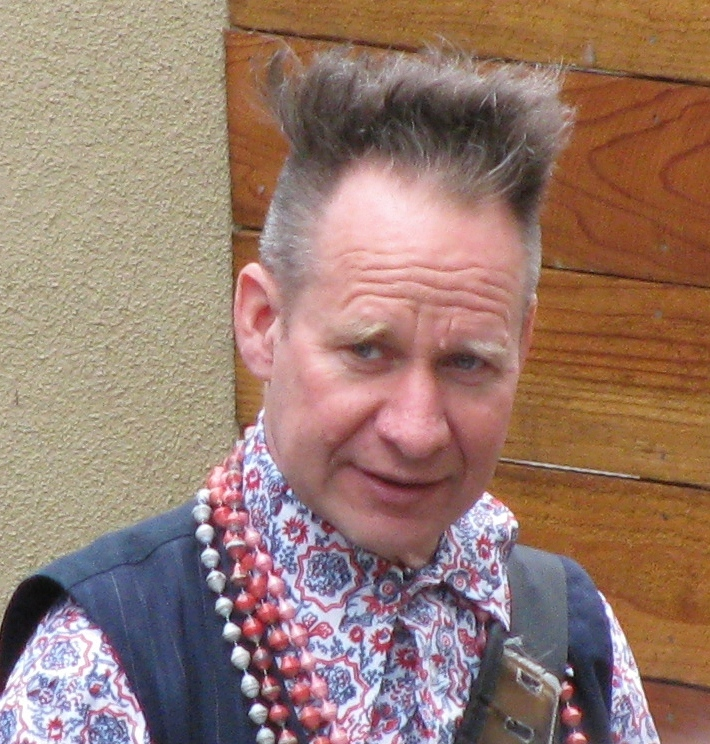
ピーター・セラーズ

ピーター・セラーズ（Peter Sellars、1957年9月27日 - ）はアメリカの演出家・映画俳優・脚本家。古典から現代に至るオペラと演劇の演出において著名。
世界各地の劇場・オペラハウスに招かれ、現在もっとも人気の高い演出家の1人である。カリフォルニア大学ロサンゼルス校(UCLA)教授。

## 経歴
ペンシルベニア州ピッツバーグ出身。フィリップス・アカデミーを卒業、ハーバード大学に学ぶ。在学中にヴァーグナーの「リング」の人形劇バージョンをはじめ、チェーホフの「三人姉妹」、ゴーゴリの「検察官」などを演出し「アントニーとクレオパトラ」で大学内に留まらず一般の注目を集めた。
卒業後はボストン・シェイクスピア・カンパニー、ワシントンD.C.のアメリカン・ナショナル･シアターの監督に任命され、1990から1993年にはロサンゼルス・フェスティバルの芸術監督を勤めた。現在、カリフォルニア大学ロサンゼルス校(UCLA)で演劇と世界文化について講じている。

## オペラ演出家として
1990年代、モーツァルトのダ・ポンテ三部作を相次いで演出する。「コシ・ファン・トゥッテ」はカフェ、「フィガロの結婚」は、ニューヨークの高級マンション、「ドン・ジョヴァンニ」は、スラム街と、それぞれ現代に舞台を移し、ユニークな設定による原典の読み替えが批評家の激賞を浴びた。（現在はDVDで視聴できる）
グラインドボーン音楽祭やザルツブルク音楽祭など著名な音楽祭に招待されている。
20世紀の作品、メシアンの「アッシジの聖フランチェスコ」、ヒンデミット「画家マチス」、リゲティの「ル・グラン・マカーブル」を演出、サーリアホ「彼方からの愛」、ジョン・アダムズ「中国のニクソン」「エル・ニーニョ」「原爆博士」などの初演を手がけた。
わけてもジョン・アダムズは音楽上の盟友とされている。
ジョン・アダムズ作曲（歌詞はセラーズと合作）の最新作「フラワリング・ツリー（邦題：花咲く木）」が，自身の演出により世界各地で初演されており，2008年12月6日には，東京交響楽団の定期演奏会に取り上げられ，日本での初演が行われた。以下は，東京交響楽団のホームページから；
第562回　定期演奏会
2008年12月6日（土） 6:00p.m. サントリーホール 
ジョン・アダムズ：フラワリング・ツリー * 花咲く木 
（全2幕、日本初演、セミ・ステージ形式、英語上演、字幕付） 
指揮＝大友直人
演出＝ピーター・セラーズ
クムダ＝ジェシカ・リヴェラ（ソプラノ）
王子＝ラッセル・トーマス（テノール）
語り部＝ジョナサン・レマル（バス・バリトン）
舞踊＝ルシニ・シディ、エコ・スプリヤント、アストリ・クスマ・ワルダニ
合唱＝東響コーラス,合唱指揮＝有村祐輔

### 評価
セラーズには、作曲家の意図とかけ離れた演出を行っているとの批判もある。1997年のザルツブルク音楽祭におけるセラーズの「ル・グラン・マカーブル」のプロダクションを見て、リゲティは大いに困惑したといわれている。他方で、サーリアホは、自身が2000年に作曲した「彼方からの愛」のザルツブルク音楽祭とサンタフェ・オペラでのセラーズ演出は彼女が想像していたセットのイメージとぴったり一致していたと述べている。セラーズとサーリアホは2006年パリ、2008年ヘルシンキとサンタフェで行われたサーリアホ2度目のオペラ作品であるアドリアナ・マーテルの公演でも、共に組んで仕事をしている。ある評論には次のようにある。「テレビのインタビューで、サーリアホは演出家のセラーズを本公演成功の立役者として挙げた。悲惨で暴力的な戦争時の出来事の中に、セラーズは、作曲家自身当初は想定していなかった希望という新たな側面を見出し付け加えた」

## 映画俳優・監督として
1991年に、唯一の映画監督作となる『The Cabinet of Dr. Ramirez（ラミレス博士のキャビネット）』を発表。セラーズの意志により一般公開はされず、一部の映画祭等で上映された。ジョーン・キューザック、ミハイル・バリシニコフなどが出演している。俳優としてはジャン＝リュック・ゴダールの「ゴダールのリア王」に、ウィリアム・シェイクスピア五世役で出演している（共同脚本も執筆）。

## その他
2008年7月にパリ国立オペラの公演のため初来日、ヴァーグナーの「トリスタンとイゾルデ」を演出の予定。